# Апатін-Капошварська операція

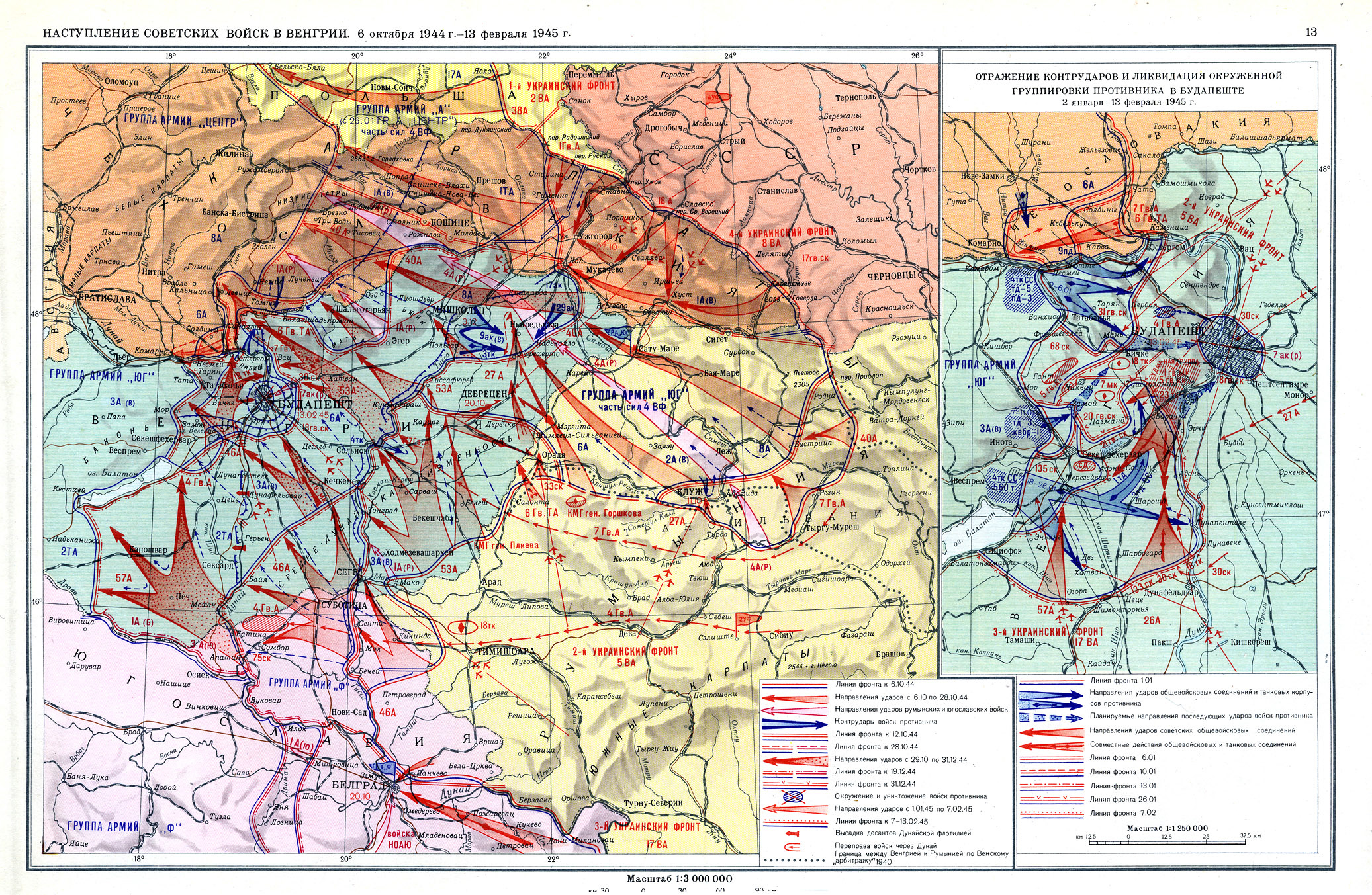
Мапа Апатін-Капошварської операції в контексті боїв в Угорщині (на південному фланзі битви). 1944-1945 років

Апатін-Капошварська операція — фронтова наступальна операція радянських військ 3-го Українського фронту під командуванням маршала Радянського Союзу Толбухіна Ф. І., яка проводилася в південній частині Угорщини для сприяння військам 2-го Українського фронту в ході його стратегічного наступу на Будапешт. Форсування річки Дунай і захоплення плацдармів у Батини та Апатіна відбувалися за активної участі 51-ї воєводинської дивізії 12-го воєводинського корпусу Народно-визвольної армії Югославії (командир корпусу Данило Лекіч).

## Історія

### Передумови
29 жовтня 1944 року війська 2-го Українського фронту розпочали Будапештську наступальну операцію. Військам маршала Радянського Союзу Малиновського Р. Я. вдалося прорватися до зовнішнього оборонного обводу Будапешта, але опанувати місто, яке обороняли німецько-угорські війська групи армій «Південь» генерал-полковника Ганса Фріснера, не вдалося. У зв'язку з цим Ставкою Верховного Головнокомандування військам 3-го Українського фронту, що закріплювалися після завершення Бєлградської операції в північно-східних районах Югославії, було наказано передати свої позиції військам Народно-визвольної армії Югославії, передислокуватися до південної Угорщини. Фронт повинен був форсувати Дунай і розвивати наступ на його правому березі, маючи завдання прорватися в проміжок між північним краєм озера Балатон і Будапештом, охоплюючи угорську столицю з південного заходу, а також частиною сил обійти озеро Балатон з півдня. У цьому районі займала оборону 2-га угорська армія генерал-полковника Йено Майора, що входила до складу групи армій «Південь». У ході операції цей район був переданий у смугу оборони групи армій «F» (командувач генерал-фельдмаршал Максиміліан фон Вайкс).
До початку операції 3-й Український фронт мав лише одну 57-му загальновійськову армію, сильно ослаблений 18-й танковий корпус і 17-ту повітряну армію (командувач генерал-полковник авіації Судець В. А.). Фронту було передано 4-ту гвардійську армію з резерву Ставки, але вона знаходилася в південній Румунії і могла зосередитися в смузі фронту лише до середини листопада. Загальна чисельність військ фронту з урахуванням обох армій становила 205370 осіб.

### Хід операції
У ніч на 7 листопада 1944 року в наступ перейшла одна 57-ма армія генерал-лейтенанта Шарохіна М. М. силами одного 75-го стрілецького корпусу. Інші частини армії перебували на марші. У перший день радянським військам вдалося з величезними втратами захопити один невеликий плацдарм на північ від міста Апатін і в ніч на 9 листопада північніше хорватського села Батина був захоплений і другий плацдарм. У цих боях військам фронту сприяла Дунайська військова флотилія контрадмірала Холостякова Г. М. 13 листопада в бій на батинському плацдармі було введено 64-й стрілецький корпус 57-ї армії. Але й противник увів у бій три німецькі піхотні дивізії. Лише до 23 листопада батинський та апатинський плацдарми були об'єднані, куди було перекинуто 6-й гвардійський стрілецький корпус та 4-ту гвардійську армію генерал-лейтенанта Галаніна І. В. (20-й, 21-й і 31-й гвардійські стрілецькі корпуси). Наприкінці 26 листопада плацдарм було розширено до 50 кілометрів по фронту і 14—17 кілометрів у глибину і було опановано місто Могач.
27 листопада посиленні війська 3-го Українського фронту розпочали рішучий наступ і першого ж дня прорвали оборону виснажених у битві угорських військ. 29 листопада сили 57-ї армії опанували велике місто Печ, 2 грудня — місто Капошвар і вийшли до південного краю Балатону. На південному берегу Драви біля міста Барч радянськими та югославськими військами був утворений великий плацдарм, який створив серйозну загрозу тилам німецької групи армій «F». Щоб зупинити там радянський наступ, німецьке командування вимушене було терміново ввести в бій свою 2-у танкову армію.
Північніше наступали частини 4-ї гвардійської армії, які 30 листопада захопили місто Сексард. 1 грудня за сприяння Гер'єнського річкового десанту Дунайської військової флотилії взято місто Гер'єн, а 4 грудня, пройшовши з боями за кілька днів понад 130 кілометрів, армія вийшла на північний край Балатона і в район між Балатоном і озером Веленце. 2-га угорська армія через великі втрати була розформована, а проти радянської 4-ї гвардійської армії була розгорнута 3-тя угорська армія, що оборонялася по Дунаю (командувач генерал-лейтенант Йозеф Гешлені).
Тільки на поспішно підготовленому оборонному рубежі Балатон-Веленце німецьким військам вдалося затримати радянський наступ. Для цього командуванню групи армій «Південь» довелося перекинути в цей район із Будапешта 4 німецькі дивізії, у тому числі танкові. Оскільки на обох напрямках війська фронту вийшли до підготовлених фортифікаційних оборонних рубежів противника, які вже були зайняті його військами, для їхнього прориву були потрібні накопичення сил, перегрупування та поповнення боєприпасами. З 10 грудня війська фронту перейшли до оборони. Операцію було завершено.